# Caccia al killer: Monster
Caccia al killer: Monster (Aileen Wournos: American Boogeywoman) è un film del 2021 diretto da Daniel Farrands.
Pellicola statunitense di genere horror-thriller sceneggiata dal regista Farrands.

## Trama
Subito prima della sua esecuzione, la serial killer e prostituta Aileen Wuornos concede un'intervista in cui racconta alcune vicende precedenti a quelle balzate agli onori di cronaca. La donna parla di quando all'età di 20 anni sposò l'anziano facoltoso Lewis Fell contro il volere di sua figlia e degli amici di famiglia, dovendo costantemente affrontare violenze e soprusi di uomini intenzionati ad abusare di lei e di donne intenzionate a farla sentire inferiore per via del suo status sociale di precedenza. 
La donna racconta una storia secondo cui il commercialista di Fell aveva scoperto il suo passato criminoso e in cui, nel contempo, il suo stesso fratello malato di cancro si era messo sulle sue tracce per obbligarla a coinvolgere anche lui nella sua nuova vita. Tali vicende, secondo quando narrato da Wuornos, l'avrebbero portata a compiere diversi omicidi precedenti a quelli per cui è stata condannata, incluso quello del fratello malato. Dalla morte di quest'ultimo, la criminale guadagna inoltre diecimila dollari dovuti a un'assicurazione sulla vita.
Queste vicende distraggono Aileen dal suo scopo primario, ossia vendicarsi della madre che la abbandonò da bambina: quest'ultima viene intercettata tuttavia da Jennifer, la figlia di Lewis, e dal suo fidanzato Grady, che scoprono così come il racconto sugli abusi che Aileen ha subito da bambina fossero una bugia. In seguito a ciò, dopo che Fell scopre quanto l'ormai defunto commercialista Victor scoperto sul suo conto, Aileen prova a uccidere anche lui e sua figlia: dopo aver fallito scappa via, tuttavia l'incontro con un altro uomo con cui aveva avuto un brutto diverbio ne provocherà il pestaggio con conseguente cambiamento del suo aspetto fisico.
Il racconto di Aileen si rivela quasi completamente privo di fondamento: la donna ha raccontato al giornalista una serie di bugie perché, a suo dire, i media hanno comunque l'interesse di distorcere la verità su casi come il suo. La donna viene dunque giustiziata senza rivelare altri dettagli interessanti sulla sua vita.

## Produzione
Il film viene immediatamente dopo altre produzioni analoghe del regista, quali film sulle vicende di vittime come Sharon Tate e Nicole Brown Simpson e assassini come Ted Bundy.

## Distribuzione
Nel marzo 2021 la Voltage Pictures ha acquistato i diritti per la distribuzione del film. Sebbene in un primo momento avrebbe dovuto essere distribuito nei cinema, l'opera è stata distribuita direttamente nei mercati home video e on demand.

## Accoglienza
Sull'aggregatore Rotten Tomatoes il film riceve il 20% delle recensioni professionali positive con un voto medio di 3,1 su 10 basato su 5 critiche.